# Markus Rieger-Ladich
Markus Rieger-Ladich (* 1967 in Bad Orb) ist ein deutscher Erziehungswissenschaftler und Hochschullehrer.

## Leben
Rieger-Ladich studierte von 1988 bis 1997 Philosophie, Germanistik und Erziehungswissenschaft an den Universitäten Marburg und Bonn. Im Anschluss war er als wissenschaftlicher Mitarbeiter am Institut für Erziehungswissenschaft der Universität Bonn tätig und promovierte dort im Jahr 2000. Nach verschiedenen Assistentenstellen, Lehraufträgen und Vertretungsprofessuren wurde ihm 2011 von der Universität Zürich die Venia Legendi für Allgemeine Erziehungswissenschaft erteilt. Daraufhin erhielt Rieger-Ladich im September 2011 eine Professur für Erziehungswissenschaft, insbesondere Bildungs- und Erziehungstheorie sowie philosophische Grundlagen an der Helmut-Schmidt-Universität Hamburg. Seit Oktober 2013 ist Rieger-Ladich Professor für Erziehungswissenschaft mit dem Schwerpunkt Allgemeine Pädagogik an der Universität Tübingen.
Rieger-Ladich ist seit 2010 mit der Kunsthistorikerin Karen van den Berg verheiratet.

## Schriften (Auswahl)
Monografien
- Das Privileg. Kampfvokal und Erkenntnisinstrument. Ditzingen: Reclam 2022.
- Bildungstheorien zur Einführung. 1. Auflage, Hamburg: Junius 2019; 2. Auflage 2020.
- Mündigkeit als Pathosformel. Beobachtungen zur pädagogischen Semantik. Konstanz: Universitätsverlag 2002.

Herausgeberschaft
- Schlüsselbegriffe der Allgemeinen Erziehungswissenschaft. Pädagogisches Vokabular in Bewegung. Weinheim-Basel: Beltz Juventa 2022 (gemeinsam mit Milena Feldmann, Carlotta Voß und Kai Wortmann).